# Assíndeto
Assíndeto é uma figura de estilo que consiste na omissão das conjunções ou conectivos (em geral, conjunções copulativas), resultando no uso de orações justapostas ou orações coordenadas assindéticas, aquelas separadas por vírgulas.[carece de fontes?]
É uma figura de sintaxe, por omissão (ocultação), tal como a elipse e o zeugma. Por exemplo, em Os Lusíadas, de Camões, podemos ler: "Fere, mata, derruba denodado."[carece de fontes?]
Outro bom exemplo, que mostra a eficácia deste recurso retórico ao transmitir a ideia de insistência energética, rapidez e força aparece no Cântico Negro de José Régio:[carece de fontes?]
Tendes jardins

tendes canteiros

Tendes pátrias

tendes tectos— José Régio
Ainda que no verso seguinte, seja substituído por uma anáfora: 
E tendes regras, e tratados, e filósofos, e sábios…
em que a conjunção copulativa volta a aparecer, mas no mesmo contexto rítmico.
Assim, sequências de palavras desligadas, bem como a repetição constante de palavras e orações são condenadas, e com muita razão, no discurso escrito; mas não no discurso oral — os oradores usam-nas livremente, pelo seu efeito dramático.[carece de fontes?]
Nesta repetição deve existir diversidade de tons, como se abrisse caminho a esse efeito dramático. Por exemplo: 'Este é o vilão que de entre vós vos enganou, vos defraudou, que vos traiu por completo.'" — note-se que neste exemplo, dado por Aristóteles, se faz, também, uso da gradação.[carece de fontes?]
Soltei a pena, Moisés dobrou o jornal, Pimentel roeu as unhas— Graciliano Ramos[carece de fontes?]
Peguei o exercício, levei-o para casa, li, reli, voltei à escola, briguei com a professora, fui à direção, reclamei a falta de conectivo.— [carece de fontes?]
O polissíndeto é a figura de estilo contrária ao assíndeto.